# Aga Khan I.

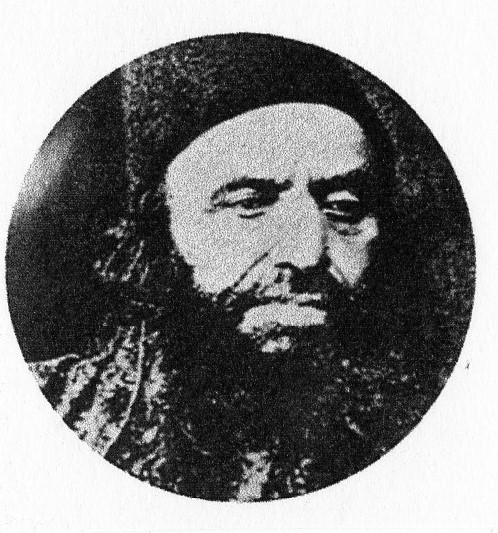
Aga Khan I. vor 1881

Aga Khan I. (persisch آغا خان اوّل Āghā Chān-e Awwal bzw. آقا خان اوّل Āqā Chān-e Awwal, geb. um 1800 in Kahak, Iran; gest. 1881 in Bombay, Britisch-Indien, heute Indien) war der Titel von Hasan Ali Schah (حسن علی شاه Ḥasan ‘Alī Schāh). Er war Gouverneur von Qom und von Kerman, vor allem aber 46. Imam der ismailitischen Nizariten.

## Leben

### Im Iran
Hasan Ali Shah wurde um 1800 in Kahak in der iranischen Provinz Ghom als Sohn von Schah Chalil Allah III. (1740–1817) geboren. Seine Mutter Bibi Sarkara war die Tochter eines Dichters und Nematollahi-Sufis. Um seinen Anhängern in Indien näher zu sein, zog sein Vater 1815 nach Yazd und fiel dort 1817 einem Anschlag eines fanatischen Geistlichen der Zwölfer-Schia zum Opfer, der für diese Tat vom Kadscharen-Herrscher Fath Ali bestraft wurde. Dieser vergrößerte den Landbesitz von Hasan Ali Shah in der Region von Mahallat, gab ihm seine Tochter Sarv-i Dschahan Chanum zur Frau, ernannte ihn zum Gouverneur von Qom und verlieh ihm den Ehrentitel Aga Khan, der an seine Nachkommen vererbt wurde. Die Mutter des ersten Aga Khans zog später nach Indien, wo sie 1851 starb. Bis zum Tode von Fath Ali im Jahre 1834 genoss der Aga Khan ein ruhiges Leben am Hofe der Kadscharen.
Nachdem Mohammed Schah die Nachfolge seines Großvaters Fath Ali auf dem Kadscharen-Thron angetreten hatte, wurde Hasan Ali Schah zum Gouverneur von Kerman ernannt. Obwohl er Aufstände in Bam und Narmashir unterdrücken konnte und den Erfolg nach Teheran meldete, wurde er 1837 als Gouverneur entlassen und durch Firuz Mirza Nusrat ad-Daula (1818–1886), einen jüngeren Bruder des Schahs, ersetzt. Er weigerte sich jedoch, seine Entlassung zu akzeptieren und zog sich mit seinen Truppen in die Zitadelle von Bam zurück, wo er etwa 14 Monate lang belagert wurde. Nach Rücksprache mit dem amtierenden Gouverneur ergab er sich und verließ die Zitadelle, worauf er mit seinen Anhängern nach Kerman geschickt wurde und dort während acht Monaten gefangen blieb. Schließlich erhielt er eine Audienz beim Schah in Teheran, der ihn nach Mahallat entsandte, wo er etwa zwei Jahre lebte. Im Frühjahr 1841 zog er Truppen zusammen, um Kerman einzunehmen, floh jedoch vor zahlenmäßig überlegenen Regierungstruppen nach Kandahar in Afghanistan.

### Über Afghanistan nach Indien
Kandahar war zwei Jahre zuvor im Ersten Anglo-Afghanischen Krieg von den Engländern erobert worden, mit denen Hasan Ali Schah freundschaftliche Beziehungen anknüpfte. Nach seiner Ankunft in Afghanistan informierte er William Macnaghten über seine Pläne, im Namen der Briten Herat zu erobern und zu beherrschen. Diese Projekte wurden jedoch durch den Aufstand von Mohammed Akbar zunichtegemacht, der die Briten in der Schlacht von Gandamak besiegte.
Hasan Ali Shah zog weiter in die Provinz Sindh, unterstützte General Charles James Napier im Kampf gegen die Grenzstämme bei der britischen Eroberung der Region und erhielt dafür von ihm eine jährliche Apanage von 2000 £.
Im Oktober 1844 verließ er Sindh und gelangte über Kachchh und Kathiawar im Februar 1846 nach Bombay. Hier verbrachte er mit Ausnahme eines mehrmonatigen Aufenthaltes in Kalkutta 1847–1848 sein restliches Leben, da ihm der persische Hof eine Rückkehr nach Iran untersagte. In der britischen Kronkolonie konnte er seine engen Beziehungen mit den Kolonialherren fortführen und erhielt einen Besuch vom Prince of Wales, dem späteren König Eduard VII.
Im mehrjährigen Aga-Khan-Prozess am Obergericht Bombay wurden die Rechte und Titel des Aga Khan durch das Urteil vom 12. November 1866 bestätigt. Als geistliches Oberhaupt der ismailitischen Nizariten erstreckte sich sein Einfluss über Indien, Afghanistan, Chorasan, Persien, Arabien und Zentralasien bis nach Syrien und Marokko.
In der Tradition des persischen Adels, dem Hasan Ali Schah entstammte, betätigte er sich als Züchter von Rennpferden. Bei Pferderennen in Bombay war er ein oft gesehener Gast und vererbte seinem Nachfolger einige der weltweit schönsten Araberpferde. Er starb im April 1881 und wurde in einem eigens errichteten Schrein in Hasanabad im Bombayer Stadtteil Mazagaon bestattet. Er hinterließ drei Söhne und fünf Töchter. Sein Nachfolger als Imam wurde sein ältester Sohn Aqa Ali Shah, der zum Aga Khan II. ernannt wurde.